# Leopold Ružička
Leopold Ružička (Lavoslav Stjepan Ružička; 13. září 1887, Vukovar, Rakousko-Uhersko – 26. září 1976, Mammern, Švýcarsko) byl chorvatsko-švýcarský chemik a vysokoškolský pedagog. V roce 1939 společně s Adolfem Butenandtem získal Nobelovu cenu za chemii. Byl prvním držitelem tohoto ocenění z Chorvatska.

## Život
Narodil se ve Vukovaru (v té době součást Rakouska-Uherska, dnes Chorvatska). Pocházel z rodiny řemeslníků a zemědělců českého, německého a chorvatského původu. Jeho dědeček byl český krejčí, který se roku 1817 vystěhoval z Klatov. Ružička navštěvoval klasické gymnázium v Osijeku. Původně se chtěl stát knězem, a přešel na studium technických oborů. Chemii si pravděpodobně vybral proto, že doufal, že získá zaměstnání v nově otevřené rafinérii cukru postavené v Osijeku.
Obtížné životní podmínky a politický útlak ho přiměly odejít do Německa na Vysokou školu v Karlsruhe. Byl dobrým studentem a vytvořil si tak dobré základy pro studium organické chemie. Pod vedením Hermanna Staudingera, laureáta Nobelovy ceny z roku 1953, získal v roce 1910 doktorát a spolu s ním později odešel do Švýcarska do Curychu na ETHZ (německy Eidgenössische Technische Hochschule Zürich) jako jeho asistent.
Po kratším působení v Nizozemí na univerzitě v Utrechtu se vrátil do Švýcarska na ETH Curych, kde rozvíjel bohatou vědeckou činnost, zvlášť v oblasti terpenů a steroidních hormonů. Roku 1939 byl odměněn Nobelovou cenou za chemii.
Jeho první manželství s Annou rozenou Hausmannovou, bezdětné, bylo roku 1950 rozvedeno, druhá manželka Gertrude Acklin (rozená Frei) přivedla do manželství dospělého syna.
Profesor Ružička, čestný člen Československé společnosti chemické, umožnil několika českým chemikům (F. Balašovi, F. Petrůovi, R. Lukešovi, F. Šormovi a též M. Protivovi, K. Wiesnerovi a Z. Vejdělkovi - ti už pracovali pod vedením profesora Preloga) studijní pobyt v jeho vzorně vybaveném ústavu.

## Nejvýznamnější ocenění
- Nobelova cena za chemii (1939)
- Wernerova medaile Švýcarské chemické společnosti (1923)
- Le Blancova medaile, Société chimique de France (1928)
- Pedlerova medaile, British Chemical Society (1931)
- Lavoisierova medaile, Société chimique de France (1937)
- Faradayova medaile, British Chemical Society (1958)
- Hanušova medaile Československá společnost chemická (1966)

Kromě toho byl Leopoldu Ružičkovi celkem osmkrát udělen čestný doktorát. Byl členem mnoha vědeckých akademií a učených společností. V roce 1932 byl zvolen členem Německé akademie věd Leopoldina. V roce 1938 byl zvolen členem American Academy of Arts and Sciences.